# Lucius Arbustius Valentinus
Lucius Arbustius Valentinus (vollständige Namensform Lucius Arbustius Luci filius Aniensi Valentinus) war ein im 2. und 3. Jahrhundert n. Chr. lebender Angehöriger der römischen Armee. Durch eine Inschrift, die in Ficulea gefunden wurde, ist seine Laufbahn bekannt.
Valentinus begann seine militärische Laufbahn als einfacher Soldat bei der Prätorianergarde in Rom. Nach der regulären Dienstzeit von 16 Jahren schied er ehrenvoll bei der Cohors IIII praetoria aus, trat aber als Evocatus Augusti erneut in die Armee ein (evocato Augusti ex cohorte IIII praetoria). Er wurde zum Centurio befördert und diente (in dieser Reihenfolge) in der Cohors II vigilum, in der Cohors XI urbana und in der Cohors VII praetoria in Rom.
Danach wurde er zur Legio VII Gemina versetzt, die ihr Hauptlager in León in der Provinz Hispania Tarraconensis hatte. Zuletzt erreichte er den Rang des Primus pilus in der Legio IIII Flavia Felix, die ihr Hauptlager in Singidunum in Moesia superior hatte.
Valentinus war in der Tribus Aniensis eingeschrieben und stammte aus Cremona.
Die Inschrift wird bei der Epigraphik-Datenbank Clauss-Slaby (EDCS) auf 193/300 datiert. James Robert Summerly datiert die Dienstzeit von Valentinus als Centurio der Legio VII Claudia in einen Zeitraum zwischen 197 und 230.